# Ambulyx
Ambulyx is een geslacht van vlinders uit de onderfamilie Smerinthinae van de familie pijlstaarten (Sphingidae).

## Soorten
- A. andangi Brechlin, 1998
- A. auripennis Moore, 1879
- A. bakeri (Clark, 1929)
- A. belli (Jordan, 1923)
- A. bima Rothschild & Jordan, 1903
- A. canescens Walker, 1865
- A. celebensis (Jordan, 1919)
- A. ceramensis (Joicey & Talbot, 1921)
- A. clavata (Jordan, 1929)
- A. cyclasticta (Joicey & Kaye, 1917)
- A. charlesi (Clark, 1924)
- A. dohertyi Rothschild, 1894
- A. felixi Clark, 1924
- A. immaculata (Clark, 1924)
- A. inouei Cadiou & Holloway, 1985
- A. japonica Rothschild, 1894
- A. johnsoni (Clark, 1917)
- A. joiceyi (Clark, 1923)
- A. jordani Bethune-Baker, 1910
- A. kuangtungensis (Mell, 1922)
- A. lahora Butler, 1875
- A. lestradei Cadiou, 1998
- A. liturata Butler, 1875
- A. maculifera Walker, 1866
- A. matti (Jordan, 1923)
- A. meeki (Rothschild & Jordan, 1903)
- A. montana Cadiou & I.J. Kitching, 1990
- A. moorei Moore, 1858
- A. naessigi Brechlin, 1998
- A. obliterata Rothschild, 1920
- A. ochracea Butler, 1885
- A. okurai Okano, 1959
- A. phalaris (Jordan, 1919)
- A. placida Moore, 1888
- A. pryeri Distant, 1887
- A. psedoclavata Inoue, 1996
- A. pseudoclavata Inoue, 1996

- A. schauffelbergeri Bremer & Grey, 1853
- A. schmickae Brechlin, 1998
- A. semifervens (Walker, 1865)
- A. semiplacida Inoue, 1990
- A. sericeipennis Butler, 1875
- A. siamensis Inoue, 1991
- A. sinjaevi Brechlin, 1998
- A. staudingeri Rothschild, 1894
- A. subocellata Felder, 1874
- A. substrigilis Westwood, 1847
- A. suluensis Hogenes & Treadaway, 1998
- A. takasago Okano, 1964
- A. tattina (Jordan, 1919)
- A. tenimberi (Clark, 1929)
- A. tondanoi (Clark, 1930)
- A. wildei Miskin, 1891
- A. wilemani (Rothschild & Jordan, 1916)

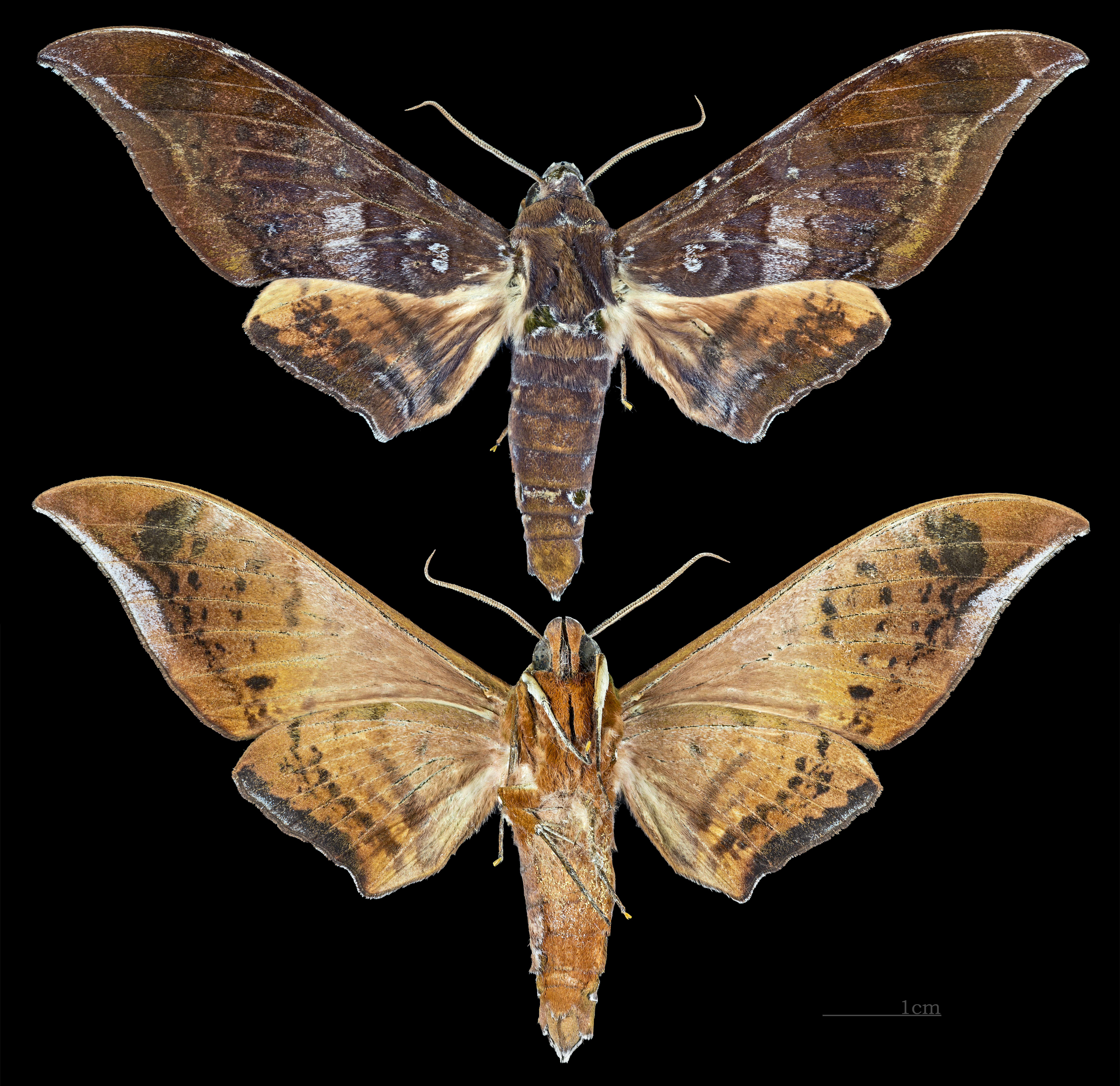
Ambulyx bakeri
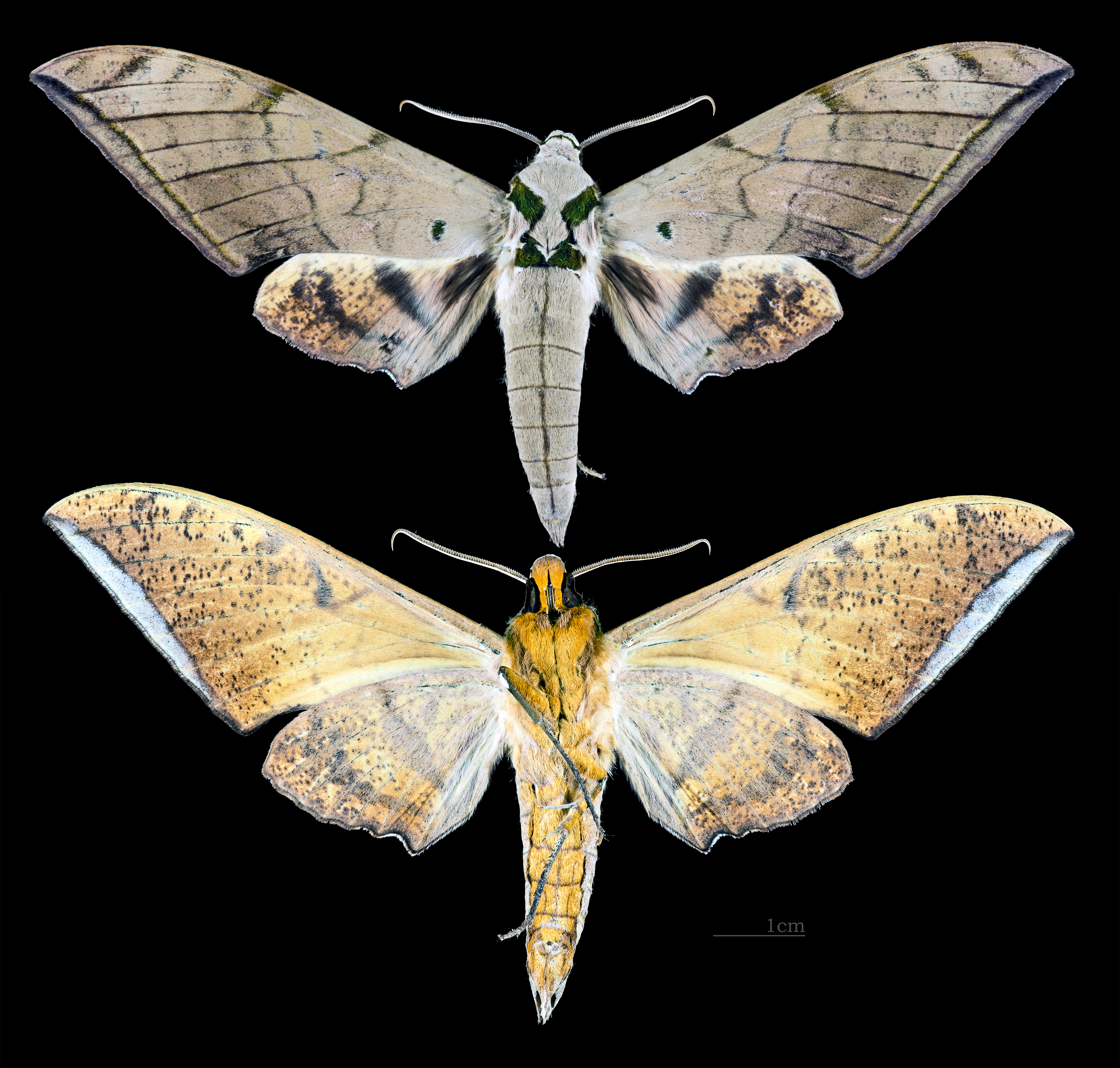
Ambulyx clavata
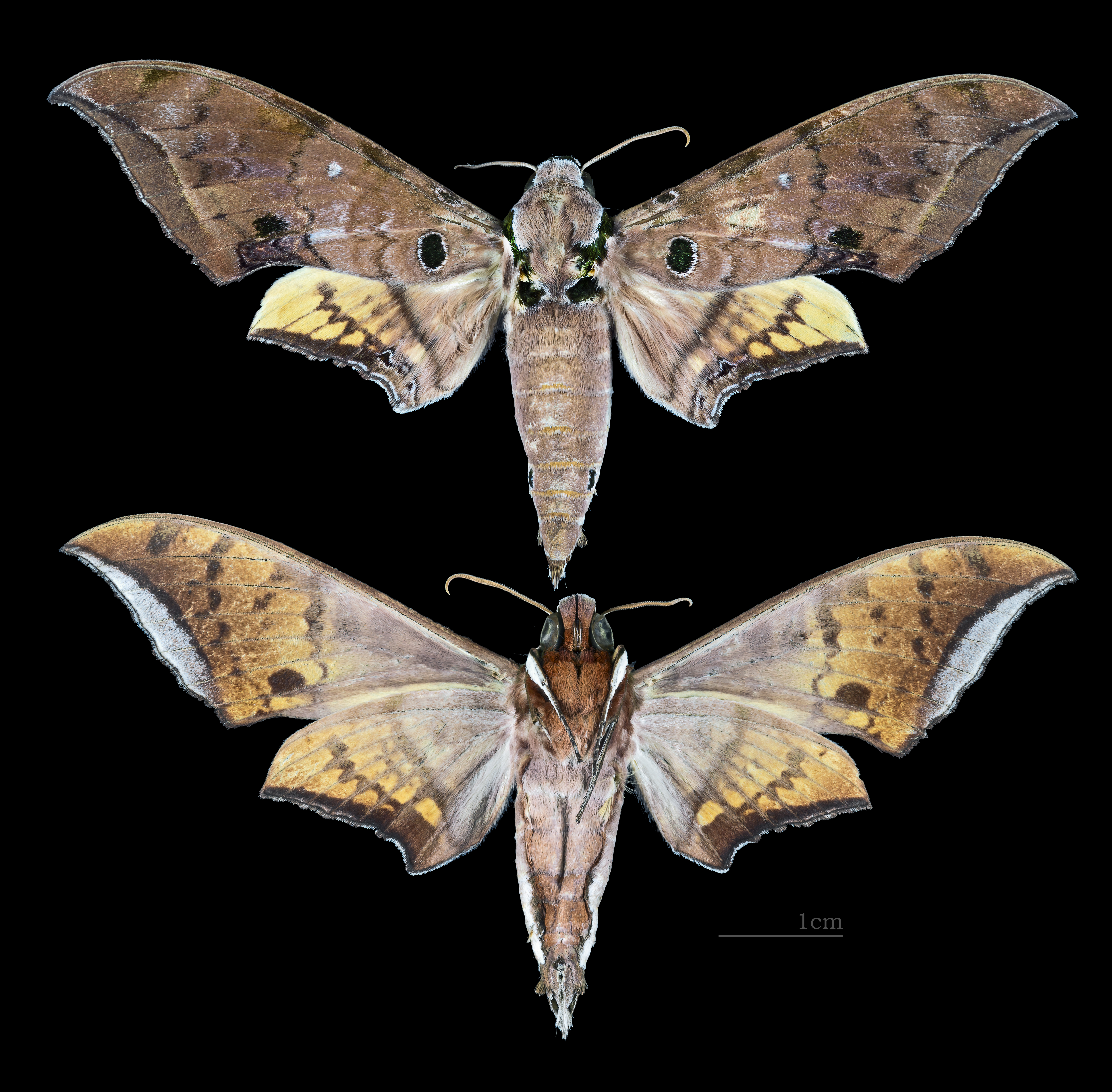
Ambulyx dohertyi
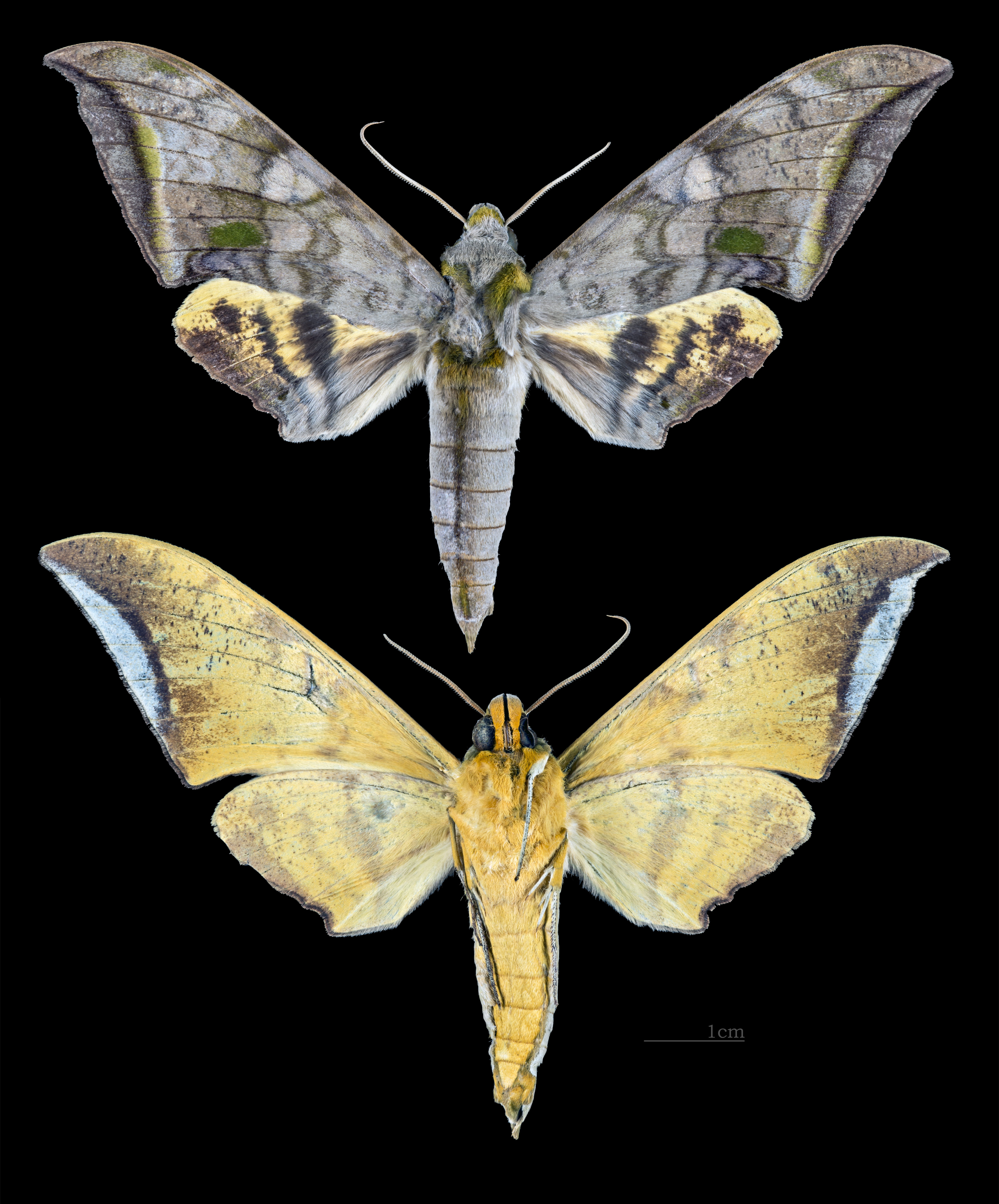
Ambulyx immaculata
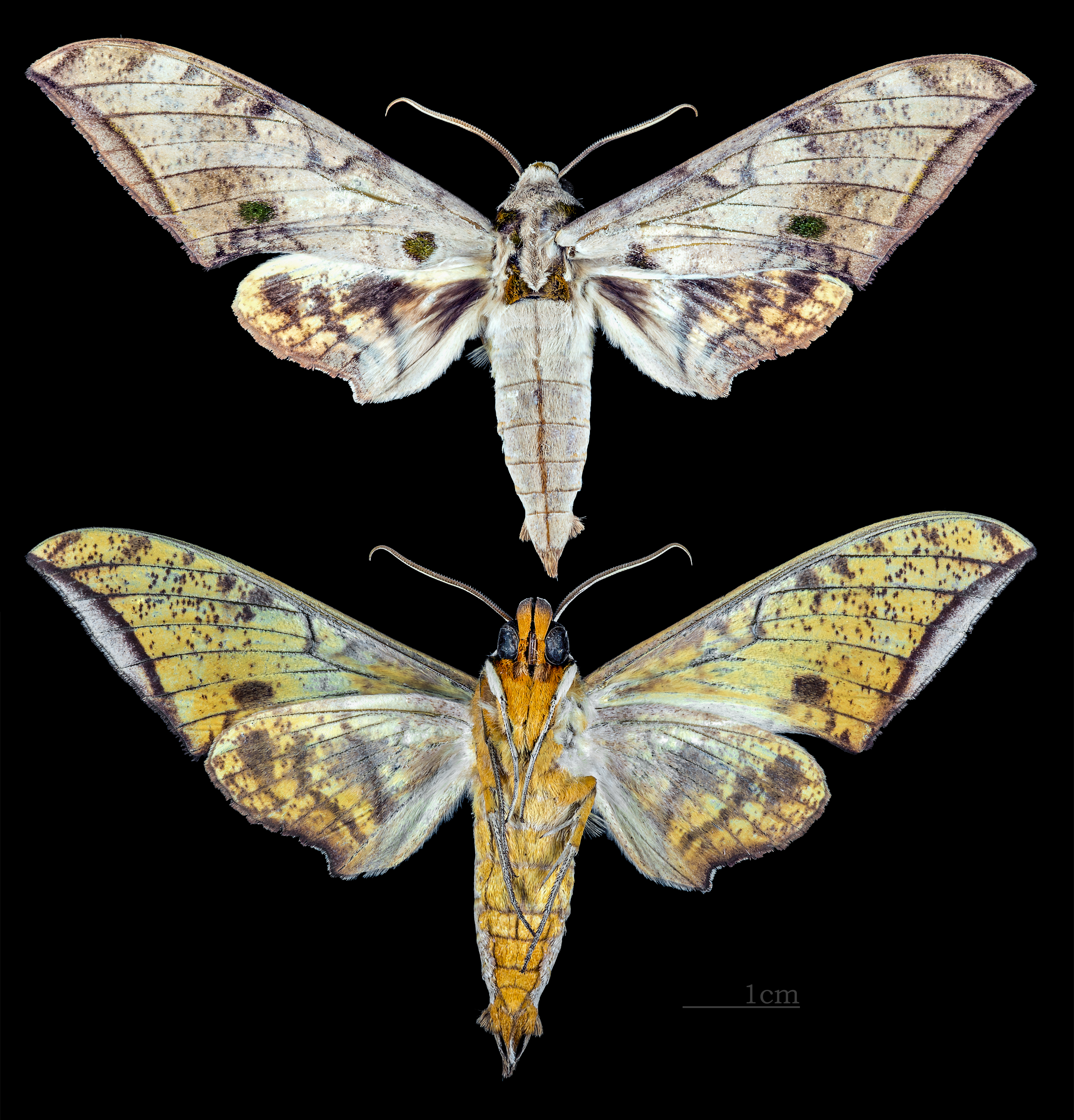
Ambulyx inouei
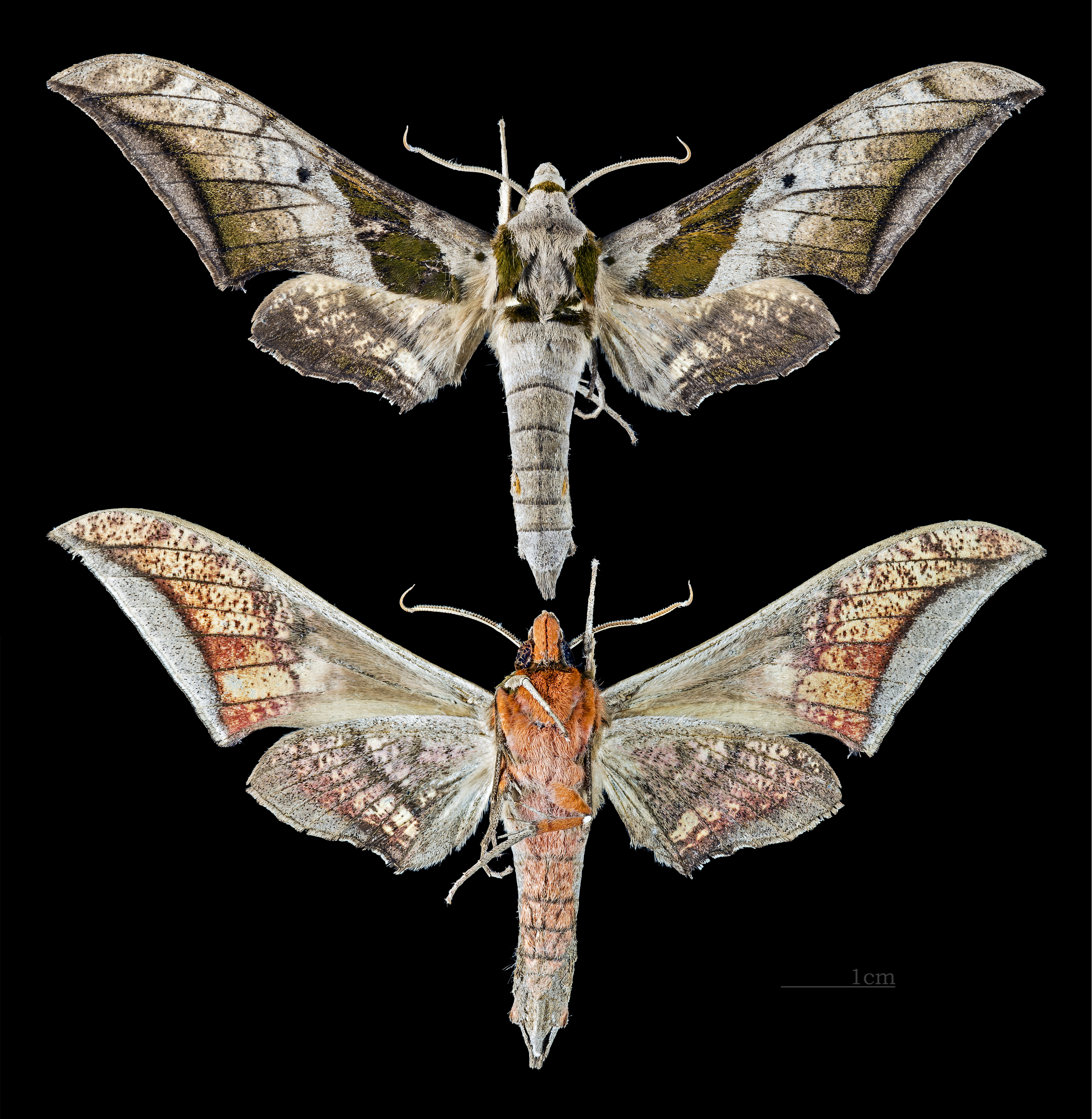
Ambulyx japonica
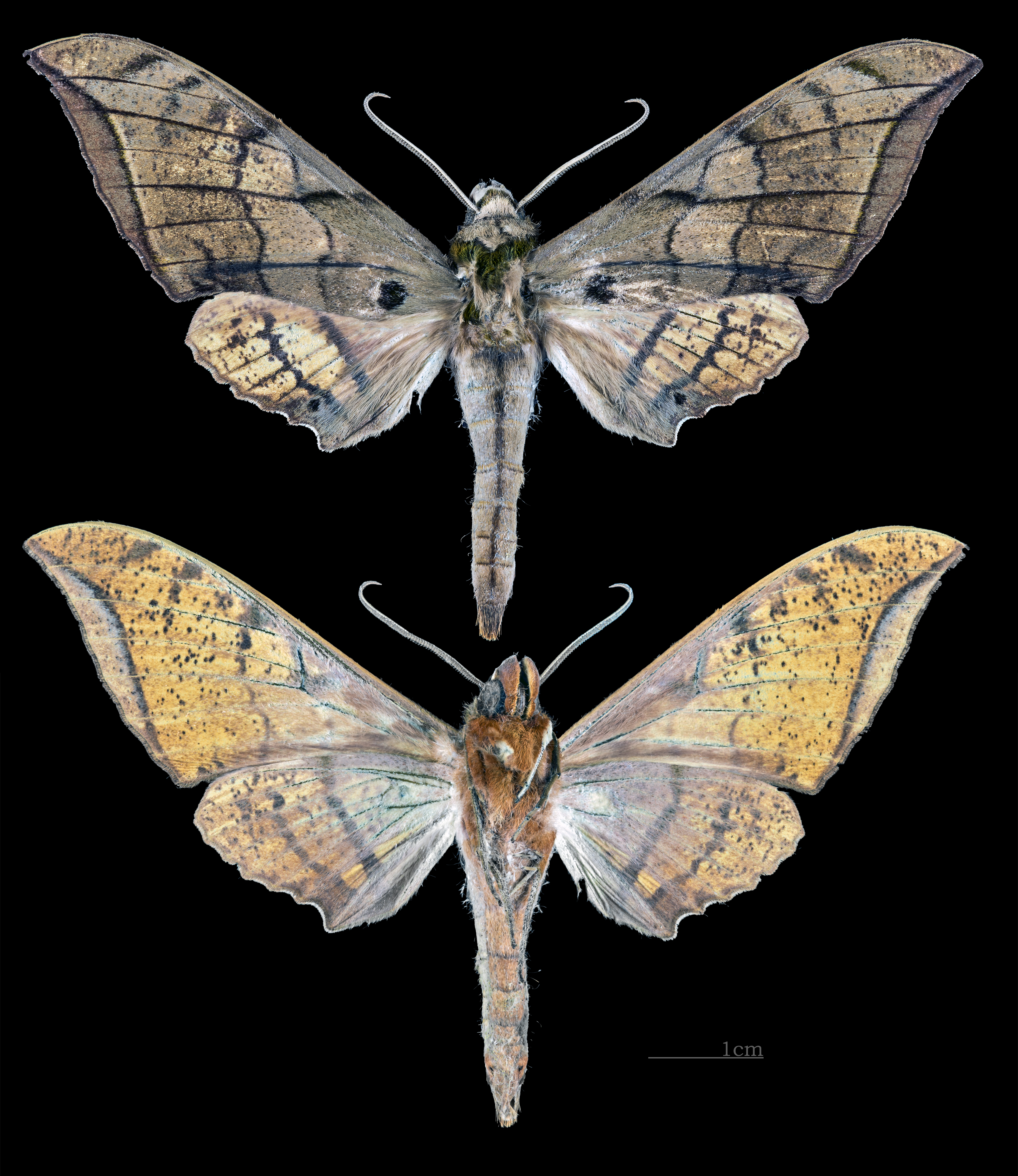
Ambulyx johnsoni
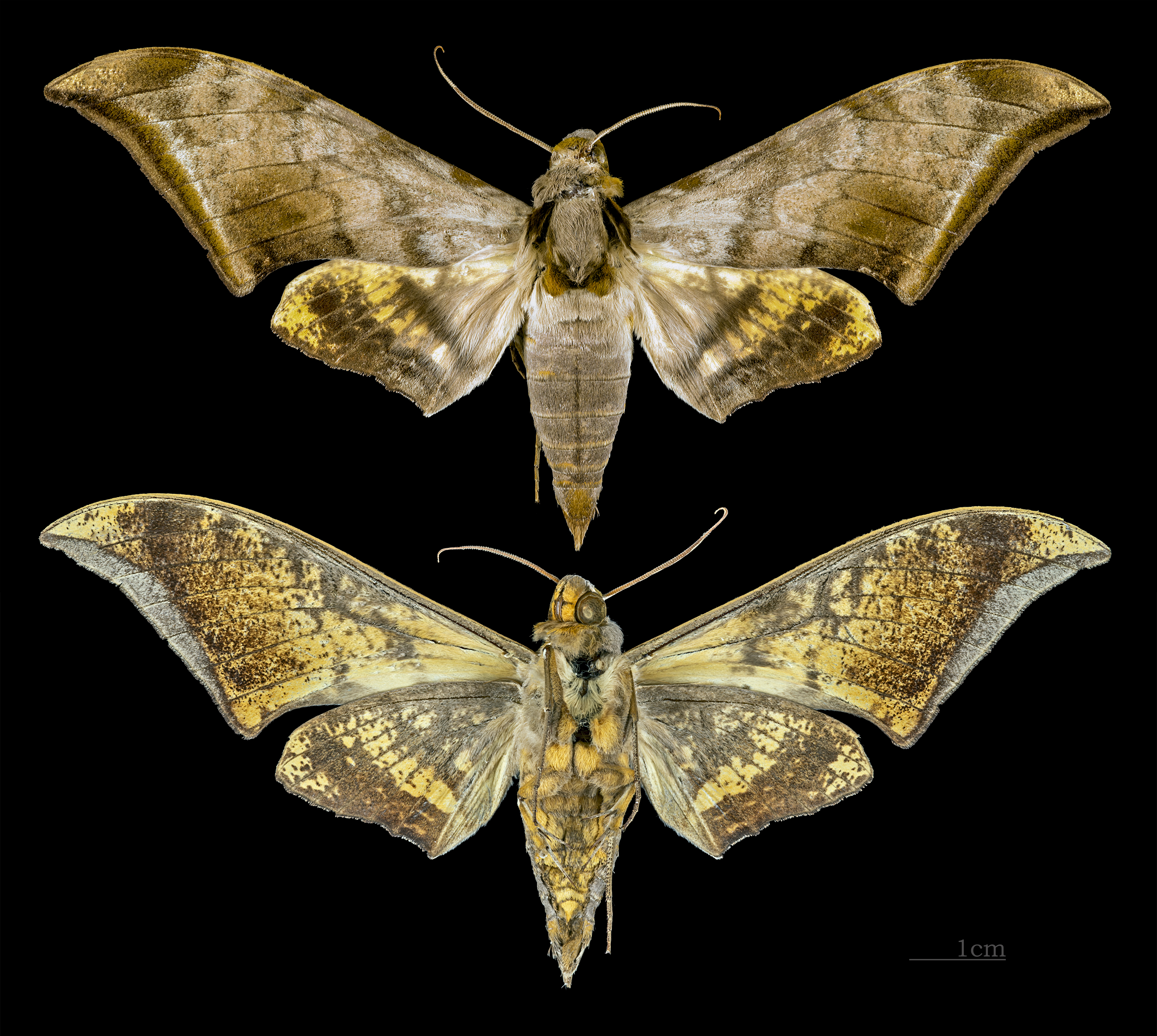
Ambulyx jordani
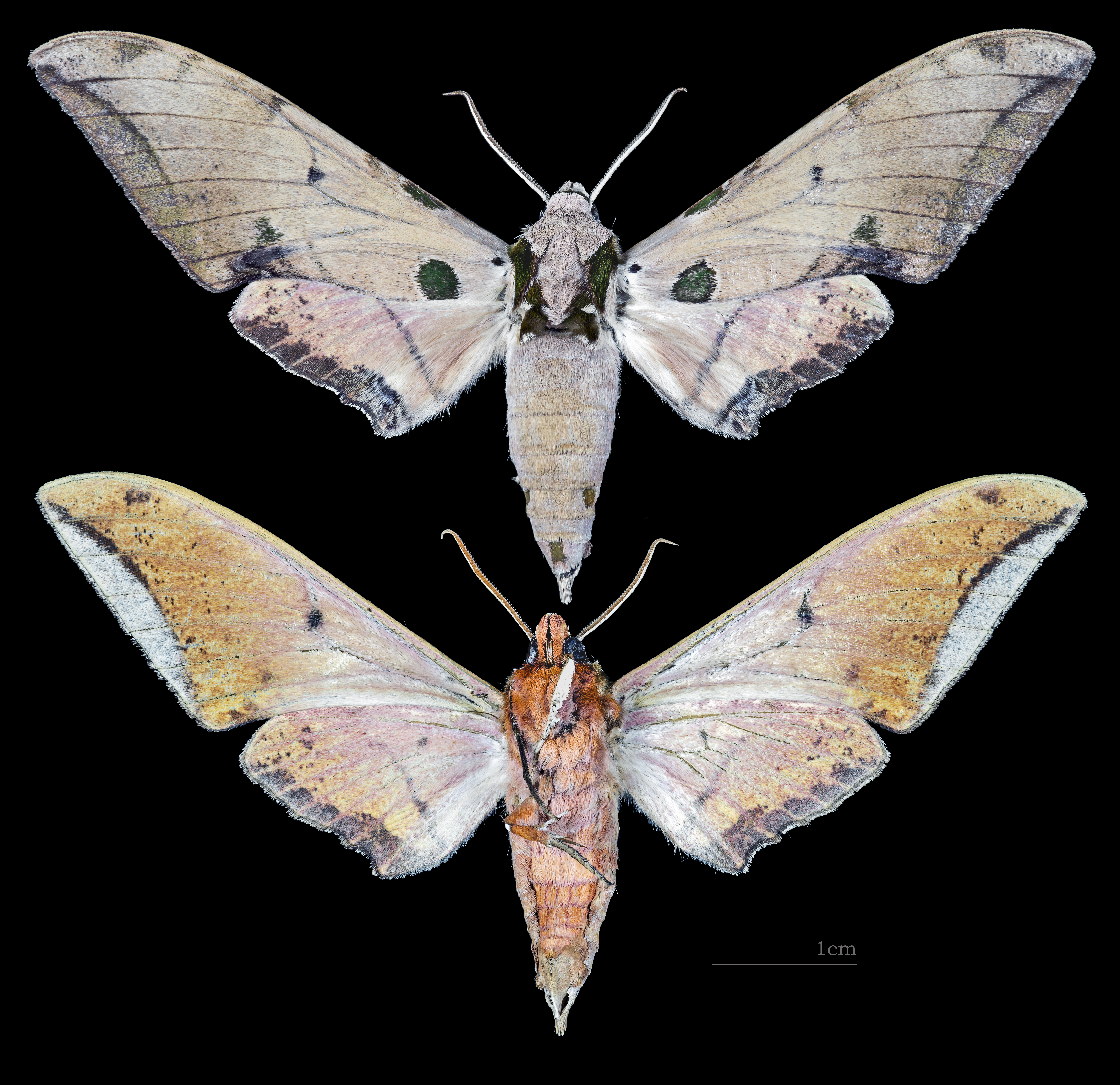
Ambulyx kuangtungensis
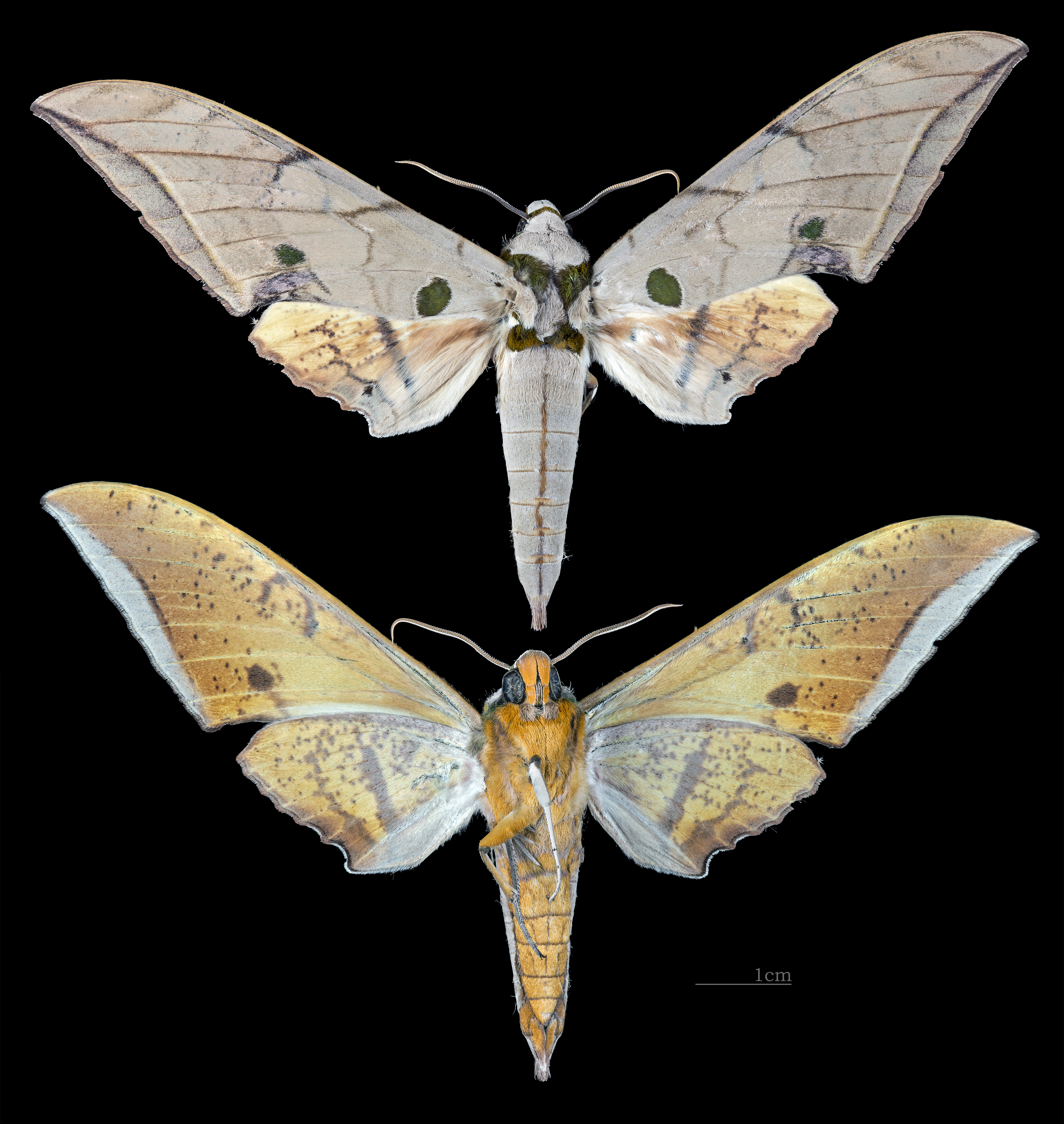
Ambulyx liturata
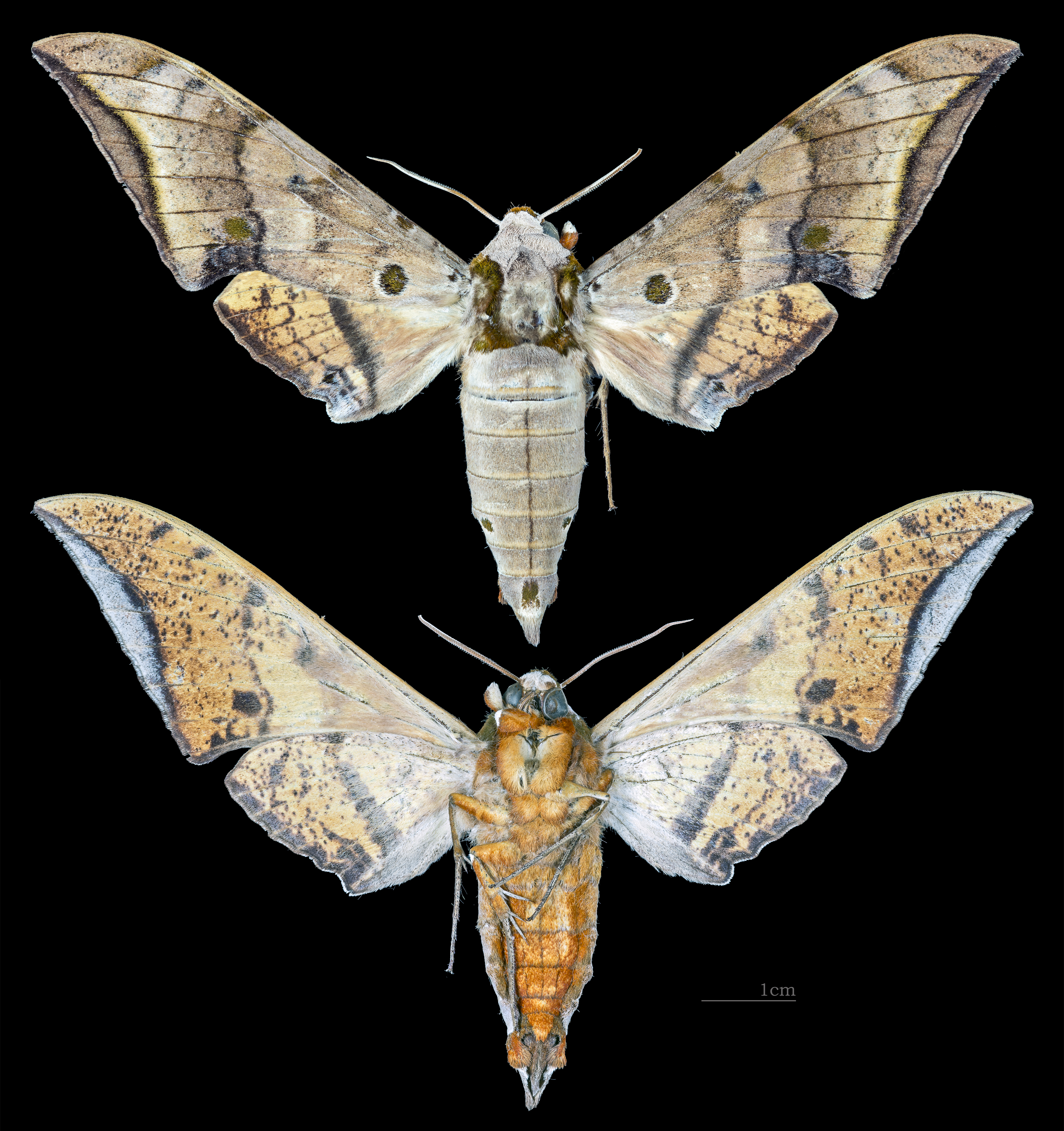
Ambulyx maculifera
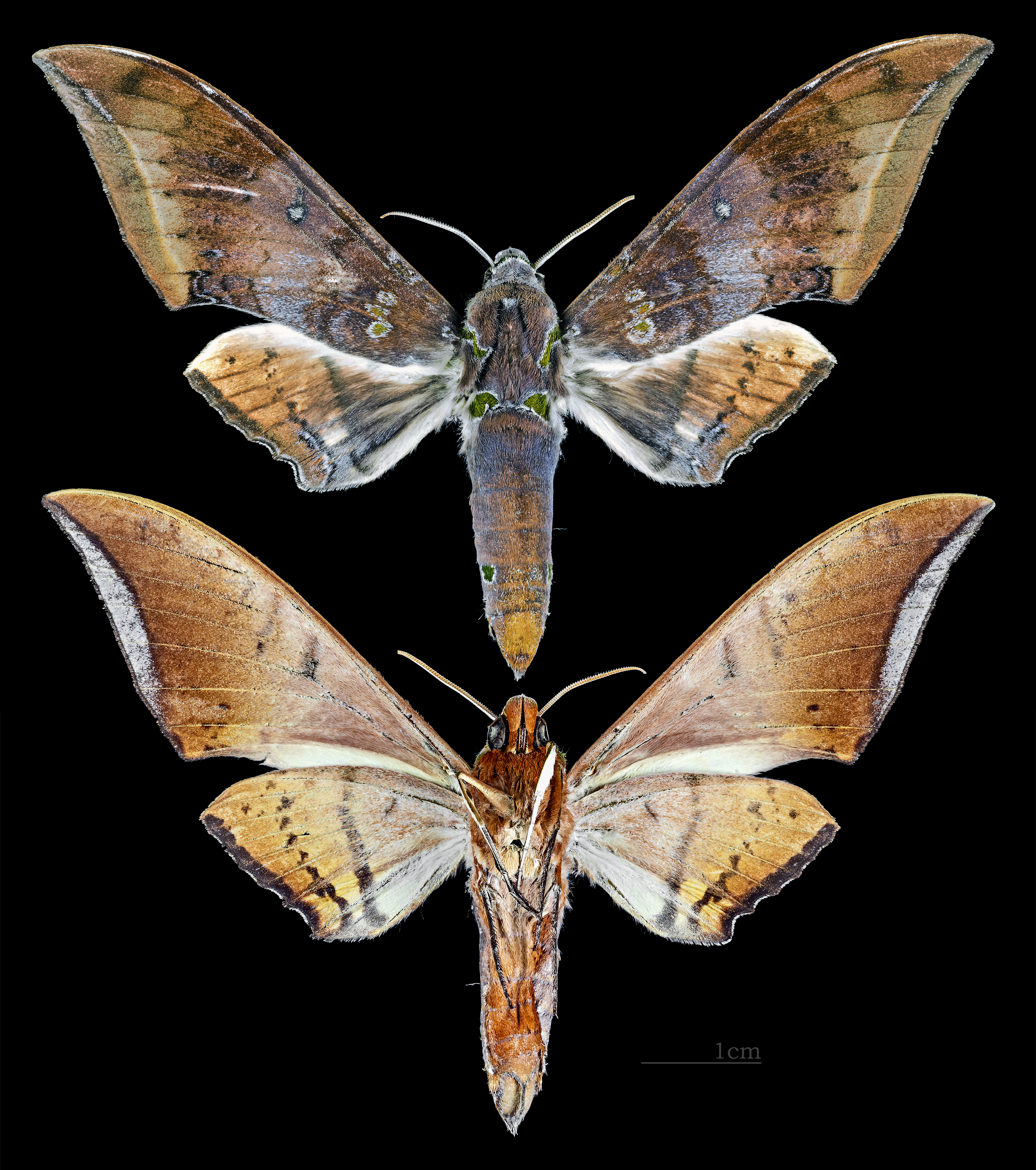
Ambulyx moorei
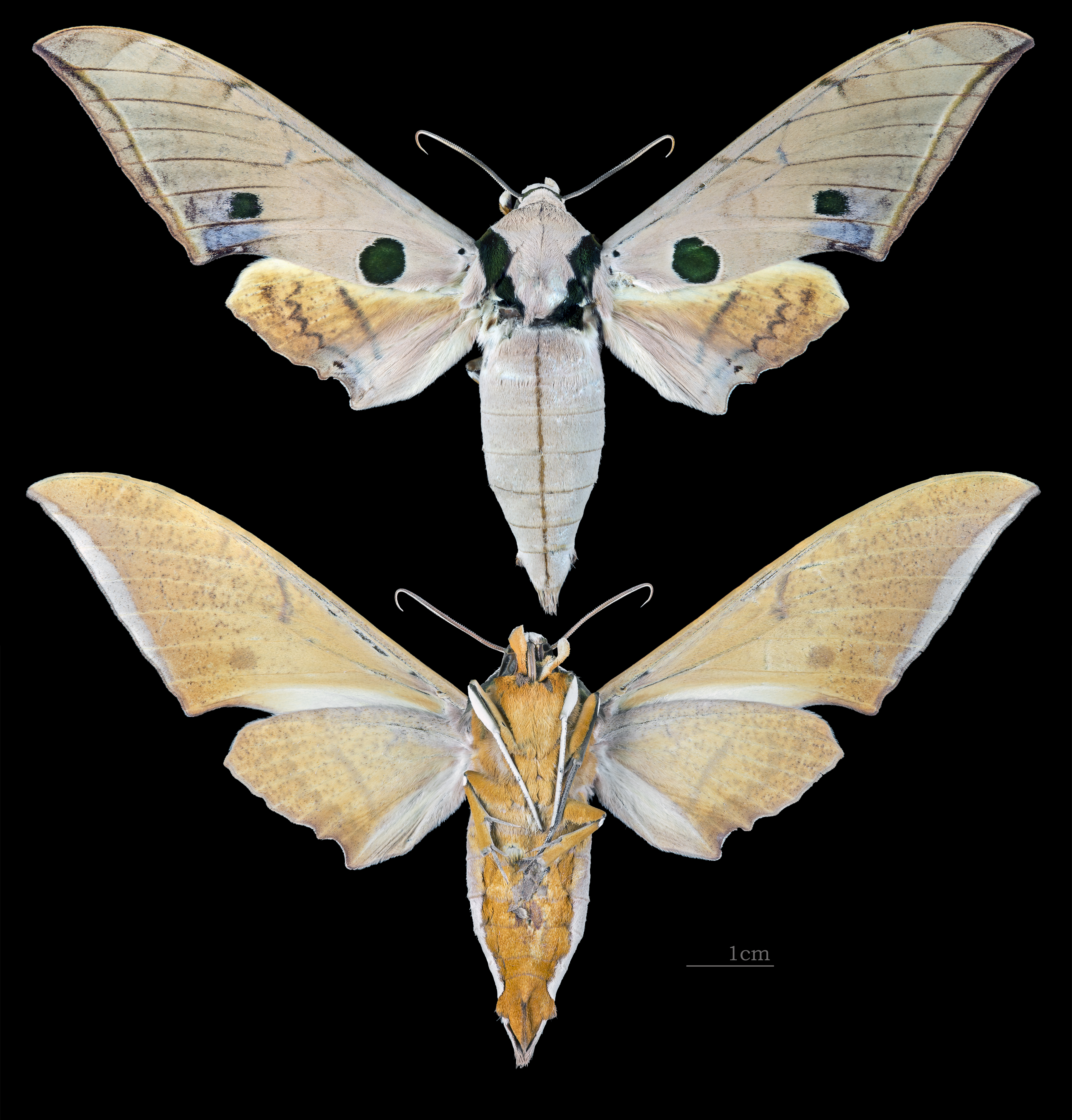
Ambulyx obliterata
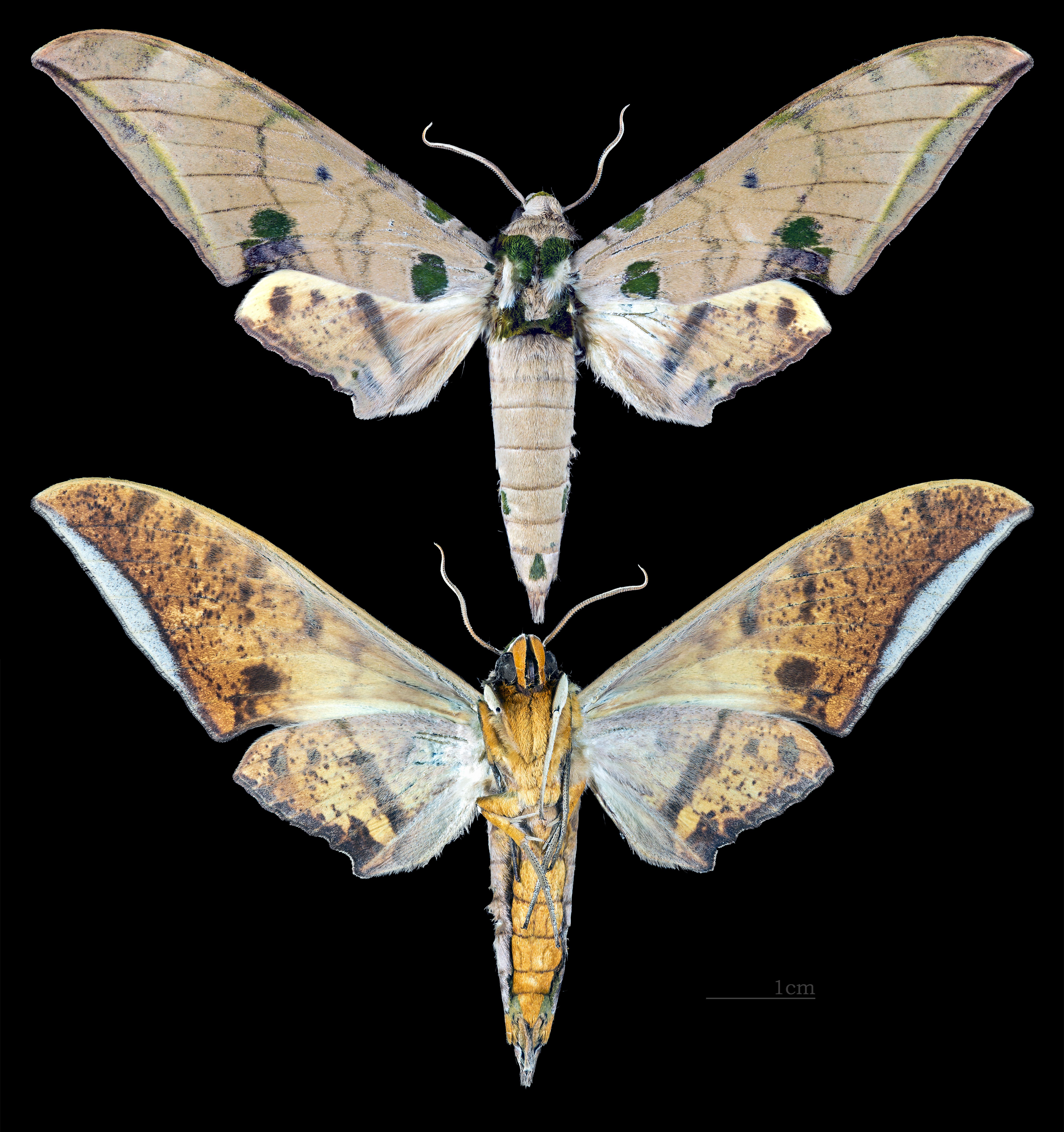
Ambulyx ochracea
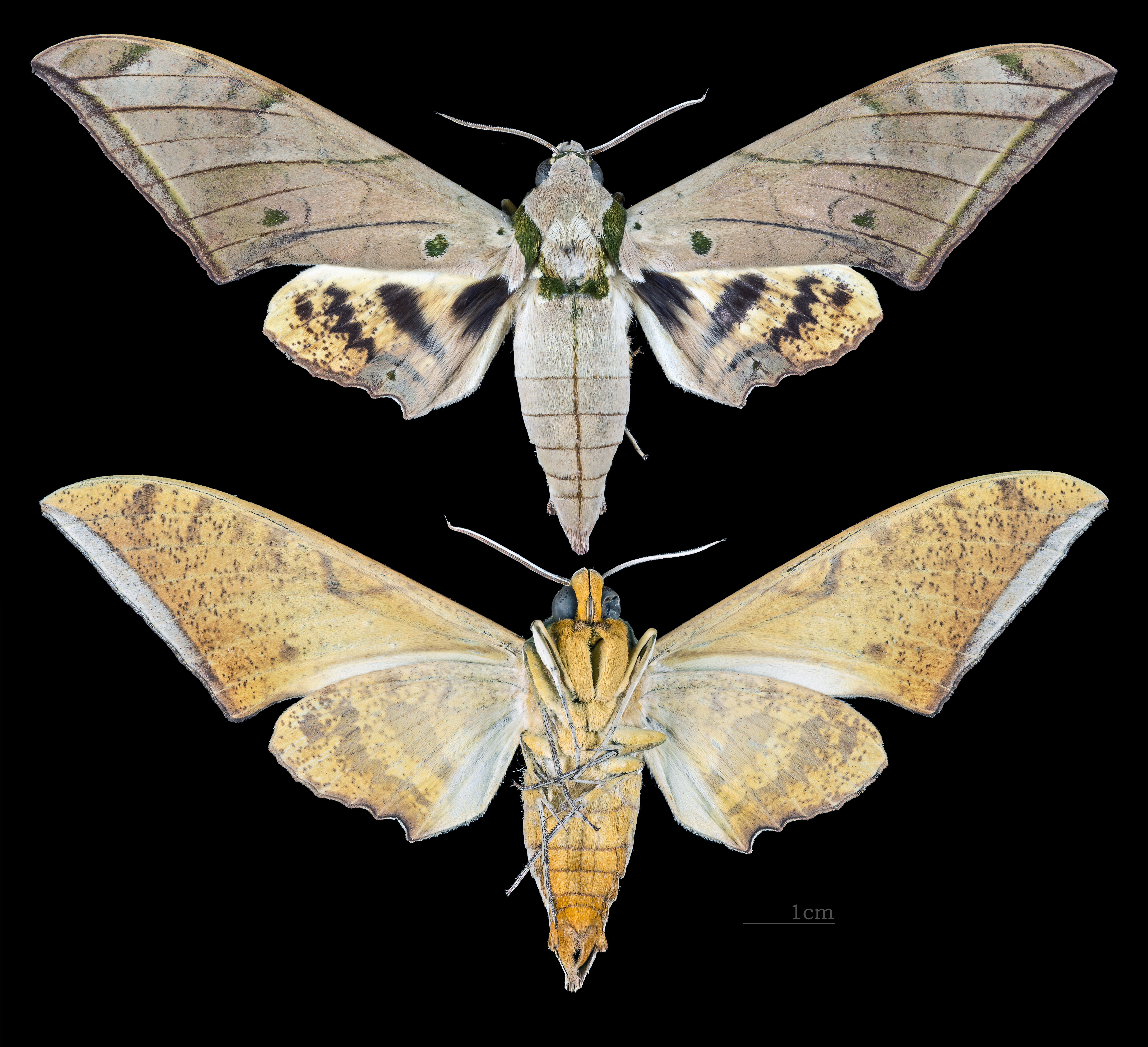
Ambulyx pryeri
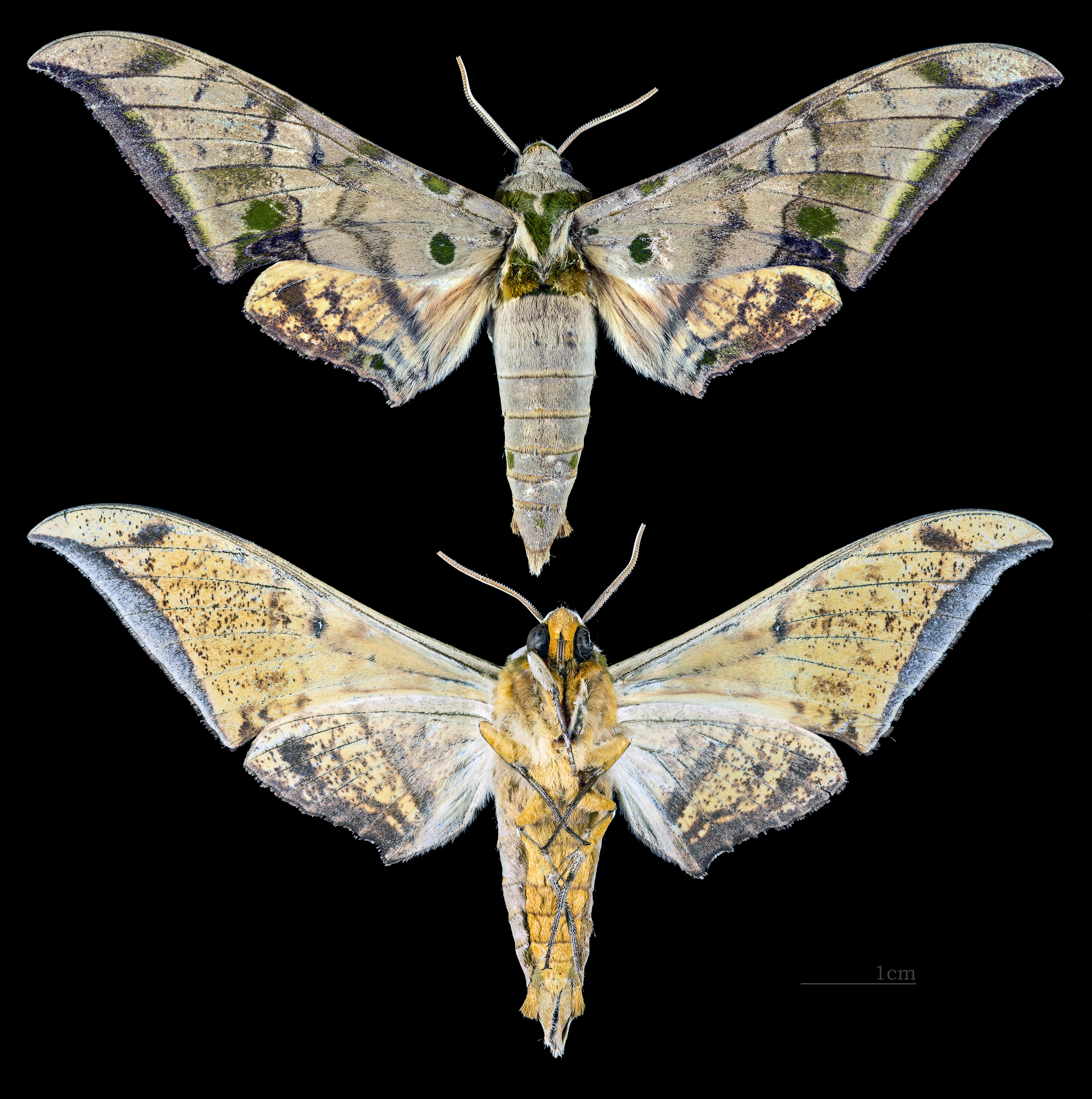
Ambulyx schauffelbergeri
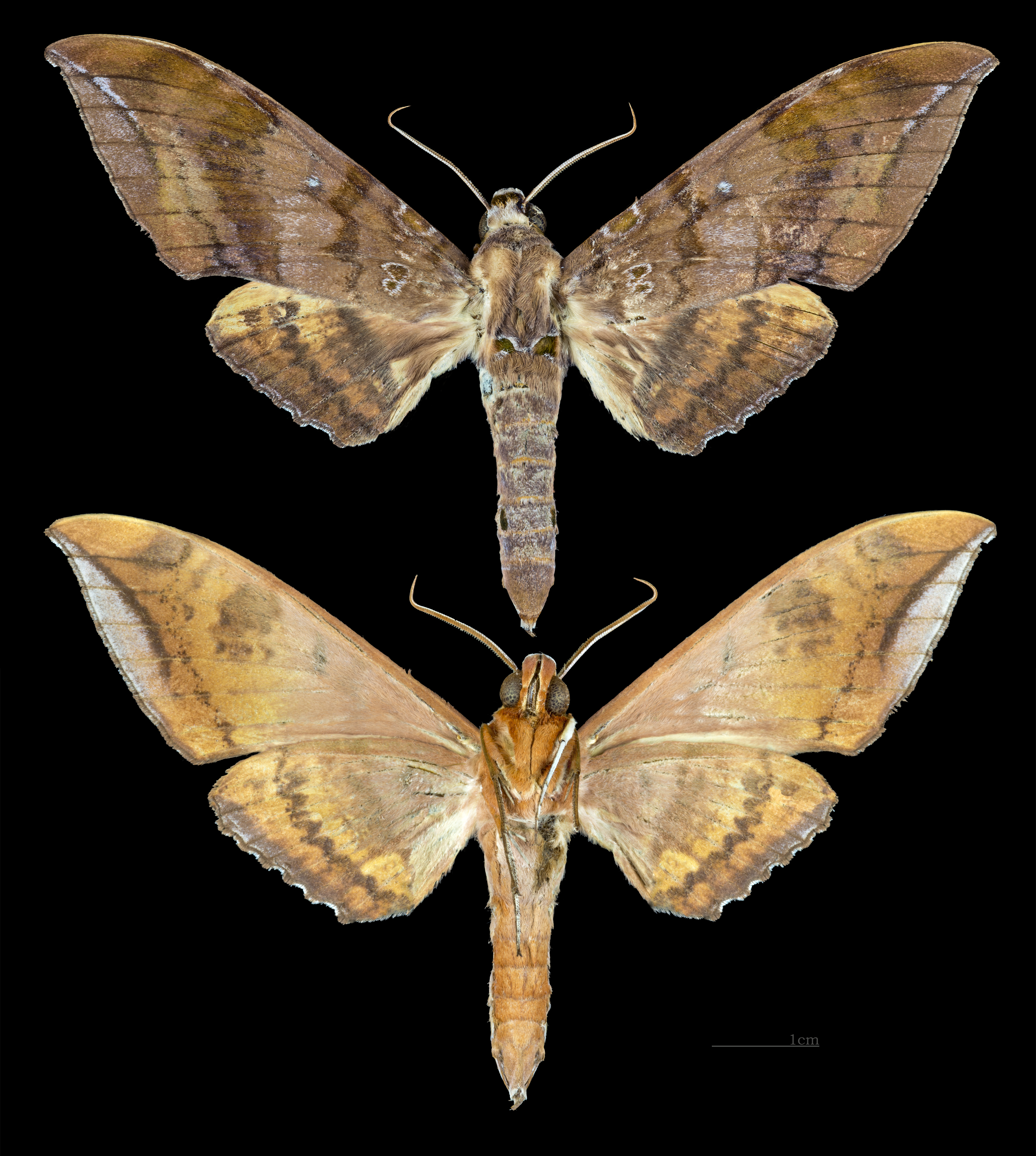
Ambulyx semifervens
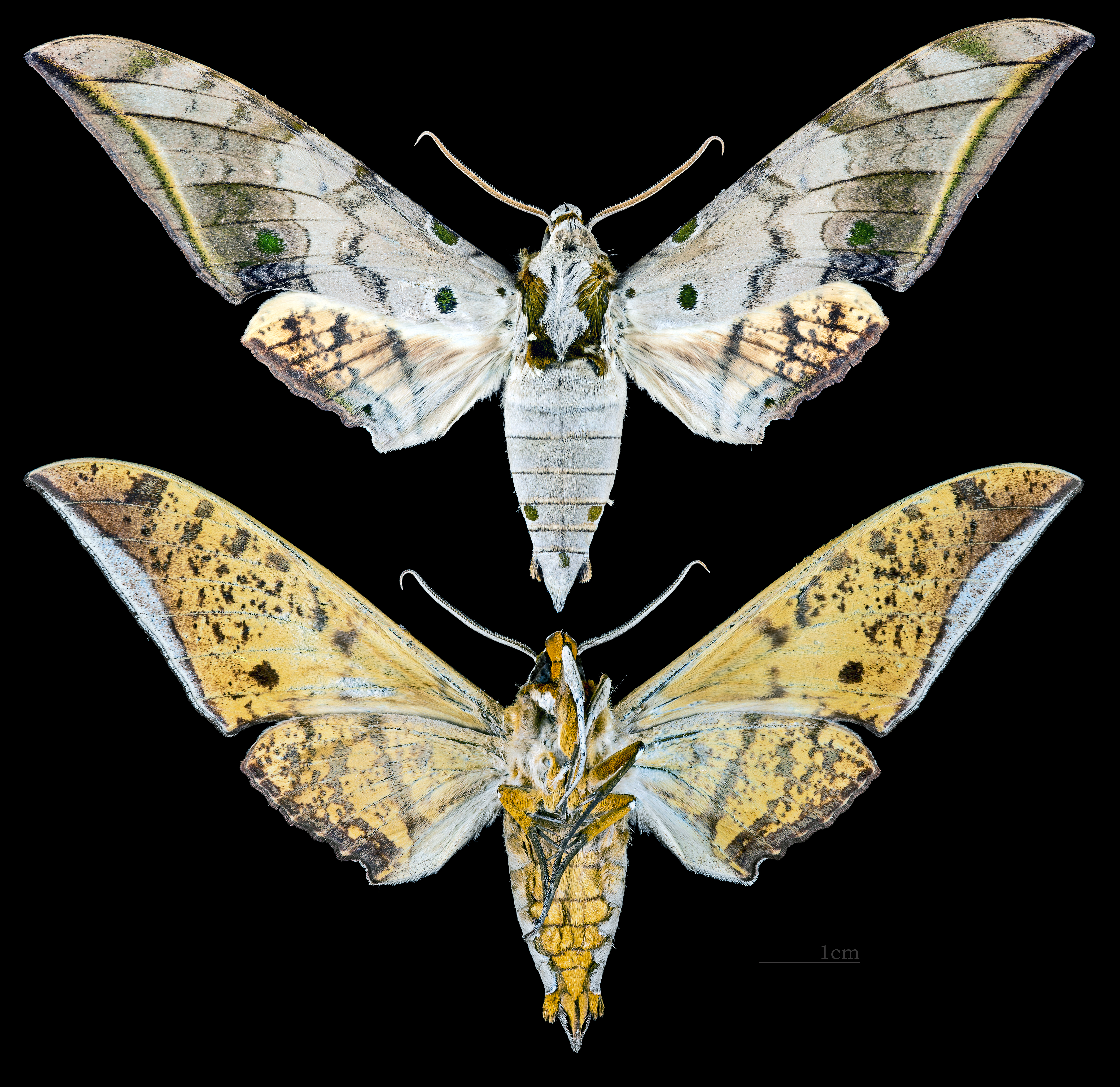
Ambulyx sericeipennis
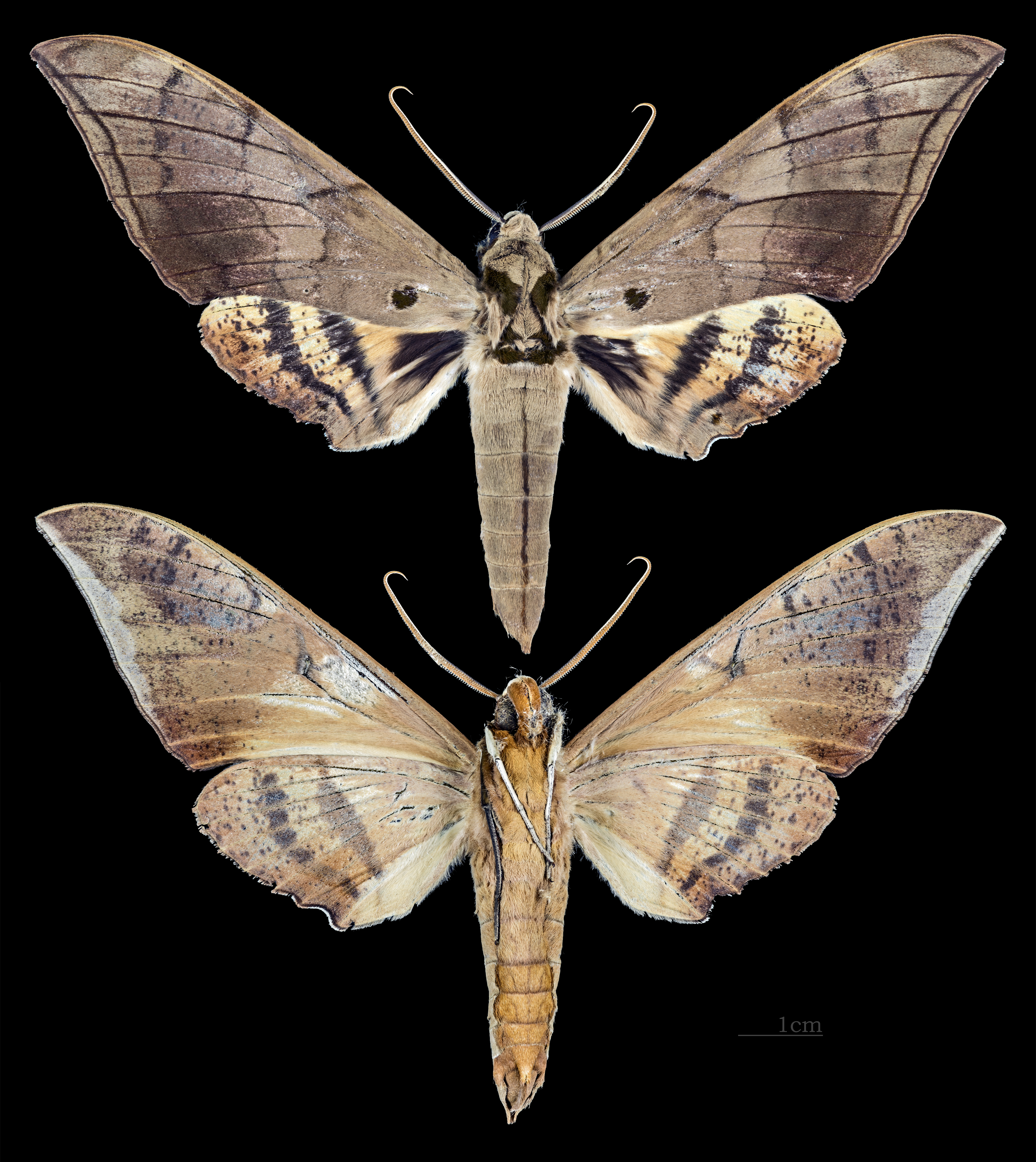
Ambulyx staudingeri
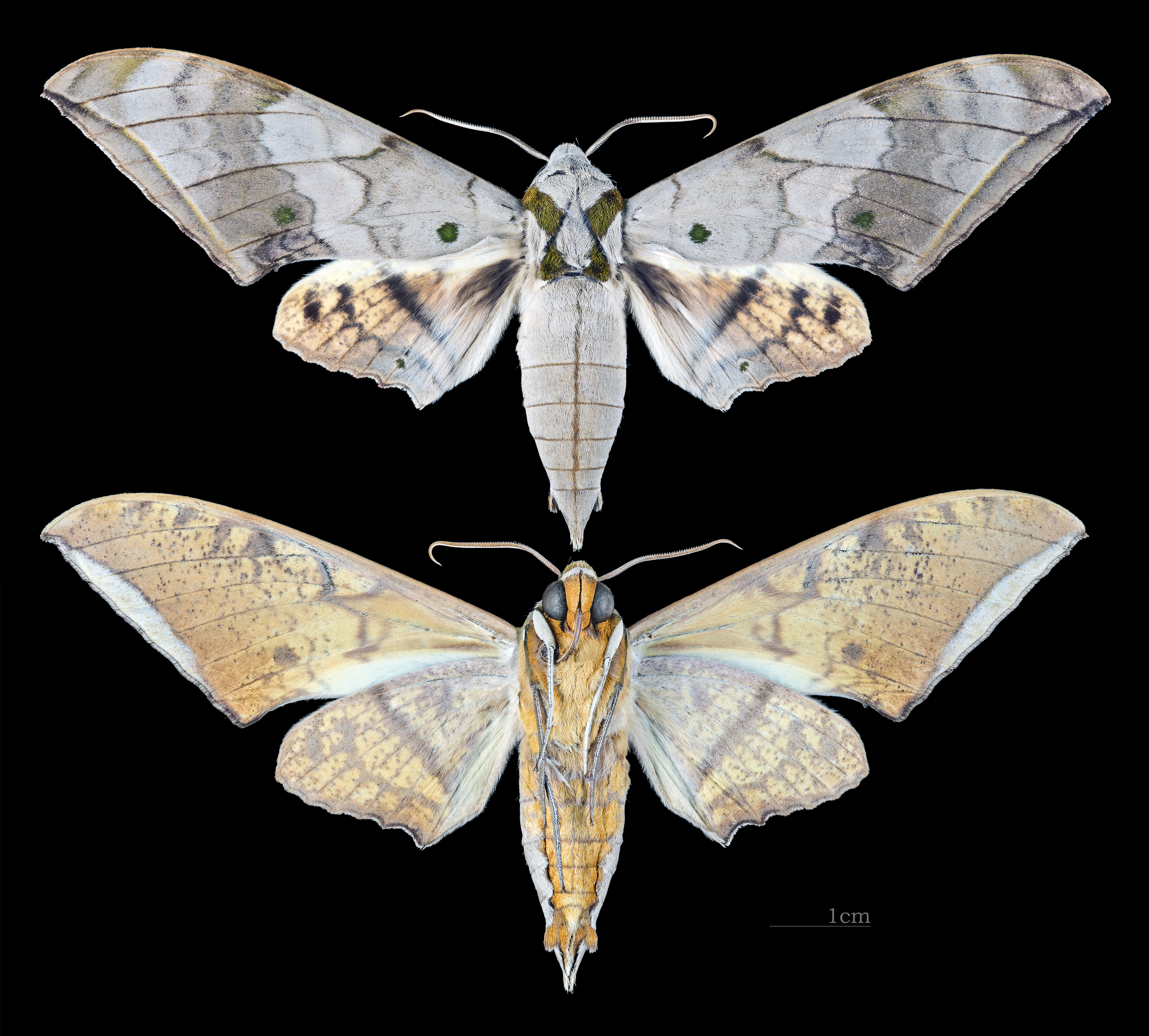
Ambulyx substrigilis
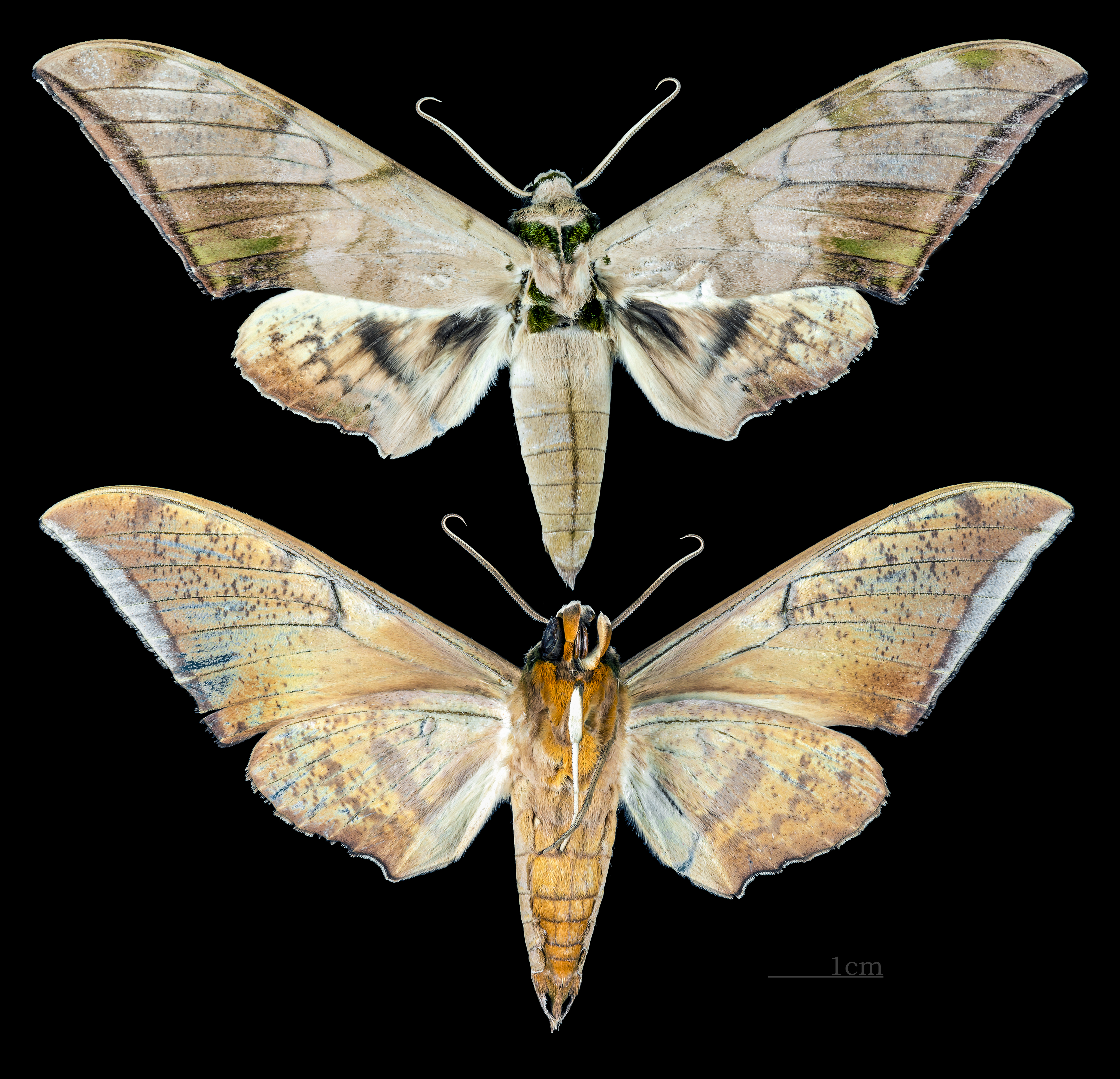
Ambulyx tattina
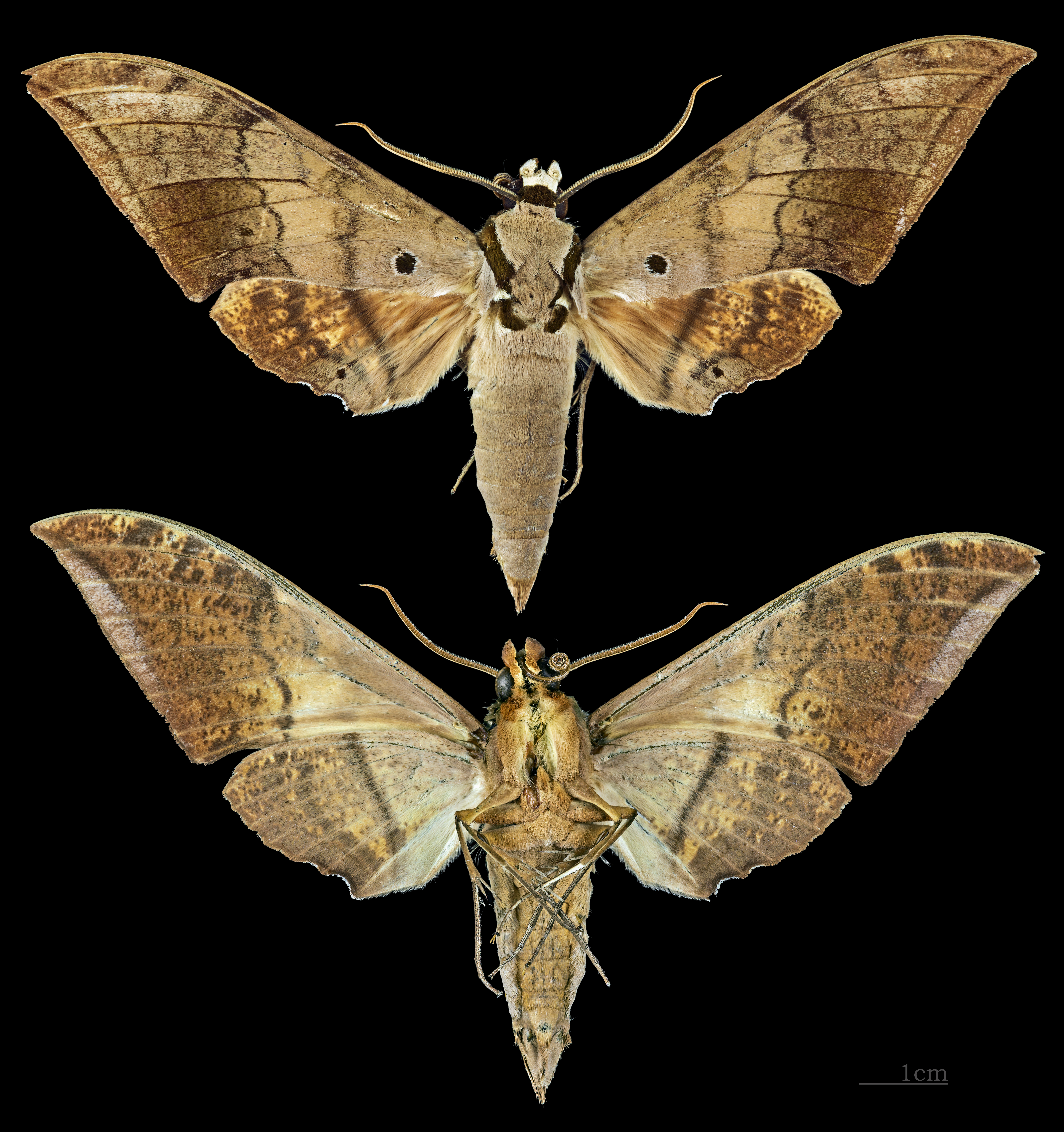
Ambulyx tenimberi
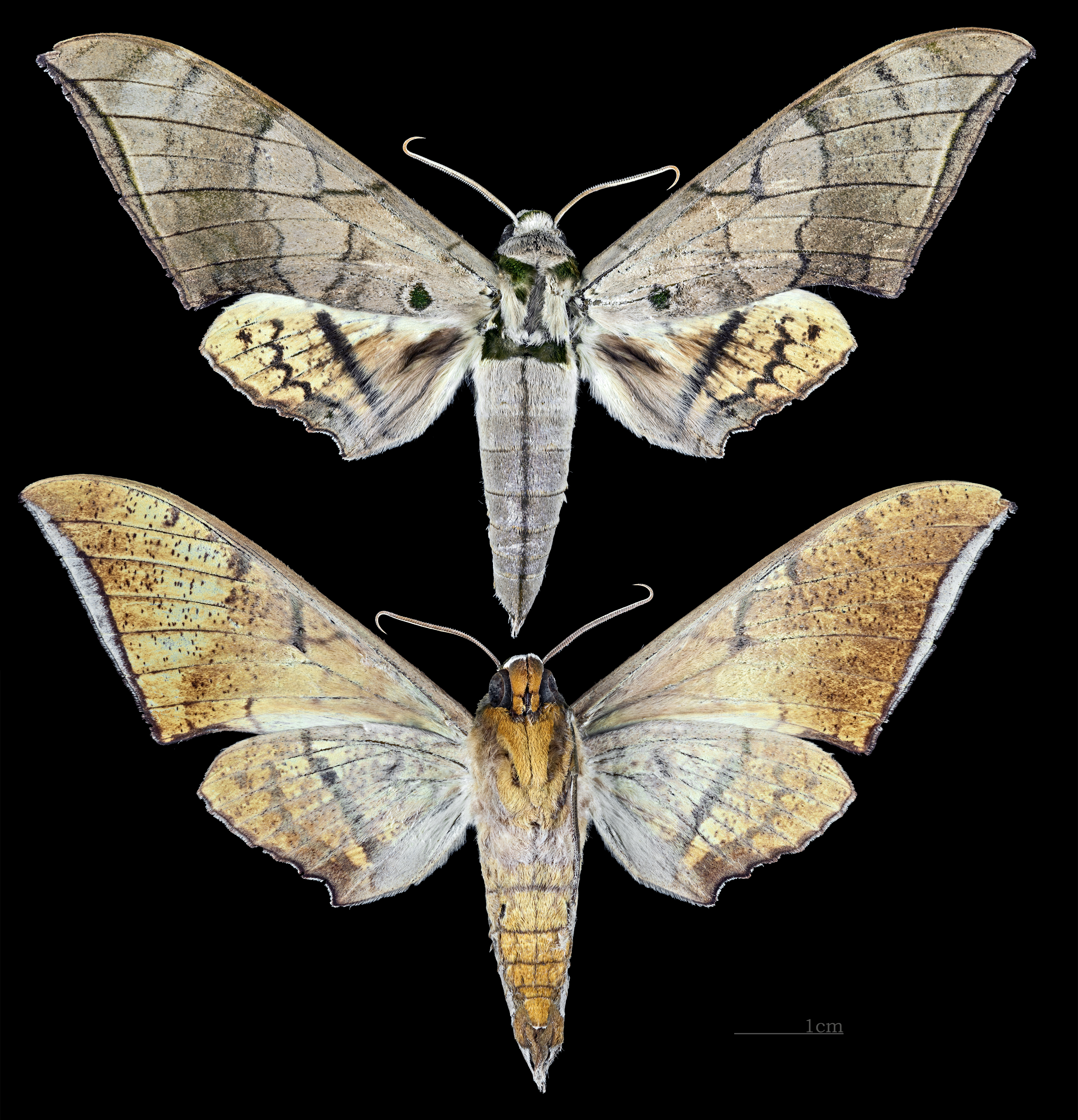
Ambulyx wildei
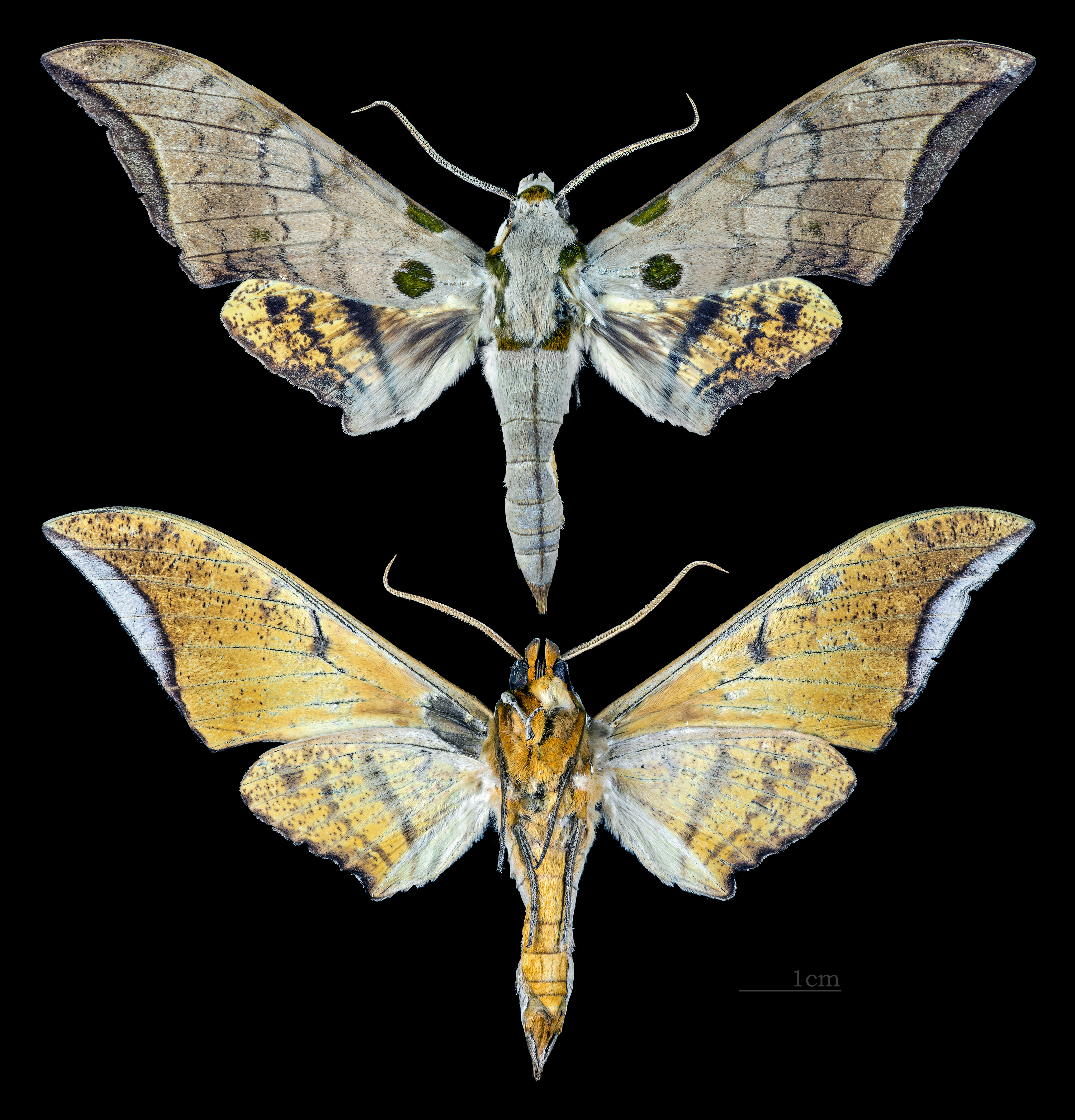
Ambulyx wilemani